# قطعنامه ۲۴۰ شورای امنیت
قطعنامه ۲۴۰ شورای امنیت سازمان ملل متحد که در تاریخ ۲۵ اکتبر ۱۹۶۷ تصویب شد، سندی بین‌المللی دربارهٔ وضعیت خاورمیانه است. این قطعنامه طی نشست ۱۳۷۱ام
با ۱۵ موافق،۰ مخالف و۰ ممتنع تصویب شد.